# Baie de Marguerite

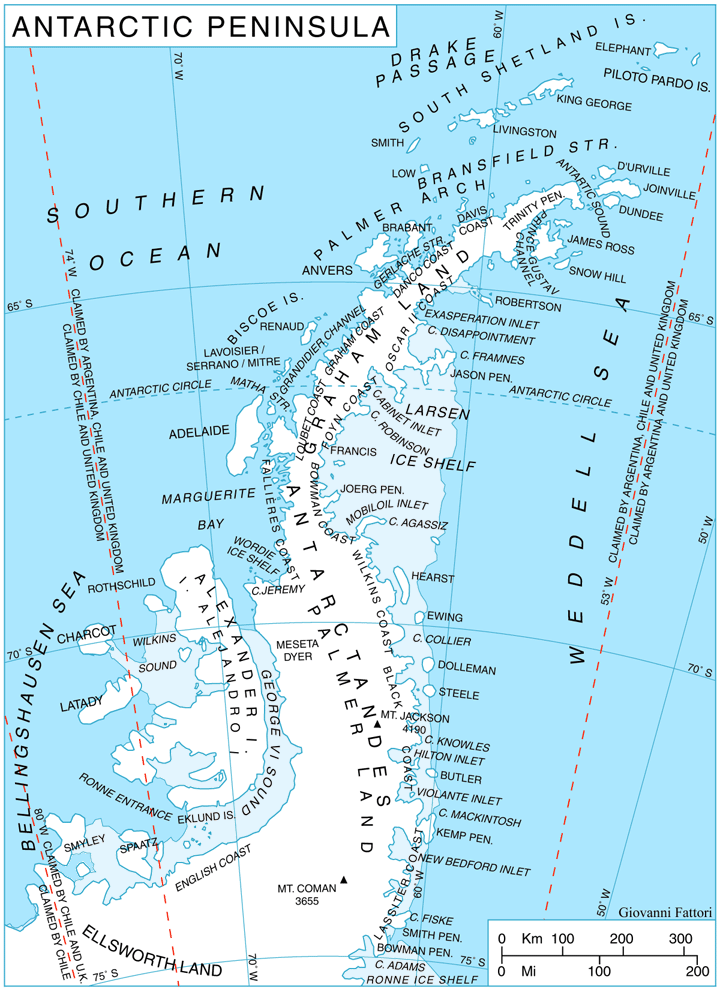
La péninsule Antarctique avec la baie de Marguerite en son centre.

La baie de Marguerite est une baie de l'ouest de la péninsule Antarctique. Elle est délimitée par l'île Adélaïde au nord, la barrière de Wordie, le détroit de George VI et l'île Alexandre-Ier au sud et la côte de Fallieres à l'est.
La baie fut nommée lors de la Seconde expédition Charcot (1908-1910) de Jean-Baptiste Charcot en l'honneur de sa femme.